# جيم بويل
جيم بويل (بالإنجليزية: Jim Boyle)‏ هو لاعب كرة قدم أمريكية أمريكي، ولد في 27 يوليو 1963 في سينسيناتي في الولايات المتحدة.

## وصلات خارجية
- جيم بويل على موقع مرجع كرة القدم المحترفة.كوم (الإنجليزية)
- جيم بويل على موقع JustSportsStats.com (الإنجليزية)